# Pierre Lénert
 (juillet 2014).
Pierre Lénert (né en 1966) est un altiste français. Il est concertiste et premier alto solo de l'Orchestre de l'Opéra national de Paris.

## Biographie
Pierre Lénert naît dans une famille de musiciens. Son premier maître est son père, Jean, professeur au Conservatoire de Paris. À seize ans, il entre au Conservatoire, où il est l'élève des classes de violon de Michèle Auclair et d'alto de Colette Lequien. Par la suite, il étudie au Luxembourg auprès de Kim Kashkashian, en France avec Yuri Bashmet et en Allemagne avec Hatto Beyerle.
Pierre Lénert remporte de grands concours internationaux : Markneukirchen (Allemagne), Maurice Vieux (France) et Lionel Tertis (Île de Mann, Grande-Bretagne). Il a été parrainé par la Fondation Philipp Morris et la Fondation Yehudi Menuhin.
Pierre Lénert joue régulièrement dans de grandes salles de concerts : le Queen Elisabeth Hall à Londres, le Palais des Beaux Arts de Bruxelles, la Tchaikovski Concert Hall à Moscou, Le Brick Hall à Nagasaki, la salle Pleyel, le Théâtre du Châtelet, le Théâtre des Champs-Élysées, le Palais Garnier à Paris, le Concertgebouw d'Amsterdam…
Pierre Lénert joue avec des orchestres tels que l'Orchestre de l'Opéra national de Paris, l'Orchestre de la Radio Hongroise, l'Orchestre Philharmonique de Sofia, le Kyushu Symphony Orchestra, l'Orchestre de la Camerata d'Athènes, l'Orchestre du Gran Teatro del Liceo… sous la direction de Philippe de Chalendar, Frédéric Chaslin, Myung Wung Chung, Edmond Colomer, James Conlon, Armin Jordan, Jacques Mercier, Fumiaki Miyamoto, etc. Il a également interprété la Symphonie concertante de Mozart aux côtés d'Augustin Dumay.
Sa carrière internationale de chambriste débute avec le festival de Marlboro (aux États-Unis) où il joue aux côtés de Rudolf Serkin, Paul Tortelier, David Soyer, et Isidore Cohen. Il se produit ensuite au Festival de Georges Enesco (Bucarest), Kuhmo (Finlande), aux BBC Proms Chamber Music (Londres), aux Schubertiades (Autriche)… aux côtés notamment, de Joshua Bell, Jeff Cohen, Martin Fröst, Isabelle Faust, Alban Gerhardt, Marie Hallynck, Nelly Decamp, Hervé Joulain, Patrick Messina, Viktoria Mullova, Nicolas Stavy, Alexandre Tharaud, Cédric Tiberghien et le Quatuor Danel. En 2005, Pierre Lénert fonde le Festival de musique de chambre « Sérénade » à Surgères, dont il est le directeur artistique,. Il est Directeur Artistique du Festival "Le Goût de la Musique" depuis 2014.
Il participe à la création de partitions nouvelles, comme celles de Michiru Ōshima (Concerto pour alto « Voix de la Vie »), Marc Bleuse, Edison Denisov, Antoine Duhamel, Thierry Pécou et Ian Wilson.
Il est le seul altiste européen à avoir enregistré en 2016, les 24 Caprices de Nicolo Paganini, sur son alto de Jean-Baptiste Vuillaume, le "Comte Cheremetièv" (1865) récompensé par "5 Diapasons". 
Son disque publié par le label Intégral Classic-Sonogramme, « Rhapsodie », avec Cédric Tiberghien (2008) a été largement récompensé par la presse (« 9 » de Classica, « 5 clés » dans Diapason, « 4 étoiles » du Monde de la Musique). Il a également reçut un prix de l’Académie Charles-Cros, chez EMI et Diapason d'Or de l’Année 2000, chez Arion.
Il est nommé en 1988 au poste de « premier alto super-soliste » de l’Orchestre de l'Opéra national de Paris, en est aujourd’hui toujours le titulaire.
Pierre Lénert joue un alto de 1865, le « Comte Cheremetièv » de Jean-Baptiste Vuillaume.
Outre son activité de musicien, Pierre Lenert est ceinture noire deuxième Dan de Taekwondo traditionnel (Académie de Maître Lee kwan young) depuis 2021, ainsi que père de six enfants, Iris (2016), Rose (2011), Robin (2005), Paul (1999), Laurene (1996) et Alice (1995) Lenert.

## Discographie
Pierre Lénert a enregistré pour les labels, Arion, Chandos, EMI Classics, Erato, Integrale Classic, Paraty, Saphir, Syrius et Sonogramme.
- 2022 : Album "Passion" : Johannes Brahms, Clara Schumann, Joseph Joachim,Etsuko Hirose piano (Continuo Classic)
- 2017 : Niccolo Paganini's : Complete Caprices (Première européenne) (Paraty)
- 2016 : Album « Mélodies » : Prokofiev, Tchaïkovski, Debussy - Jeff Cohen piano (Continuo Classic)
- 2015 : Album Shostakovitch : Sonate pour violoncelle et piano en ré mineur op. 40, Sonate pour alto et piano op. 147 - Éliane Reyes piano (Continuo Classic)
- 2014 : Album Beethoven « Sérénade et variations »avec Patrick Gallois, Jeff Cohen et les solistes de l’Opéra de Paris (Integral Classic)
- 2008 : Album Rhapsodie - Georges Enesco : Concerstück ; Jean Françaix : Rhapsodie ; Darius Milhaud : Sonates nos 1 et 2 « Les Quatre visages », Cédric Tiberghien piano (Disque Intégral Classic-Sonogramme, 2008)
- 2006 :Hommage à Paul Tortelier : Œuvres de Paul Tortelier avec Paul Tortelier… (Chandos)
- 2001 : Paganini - Cyril Lacrouts, violoncelle ; Nelly Decamp, guitare (Syrius)
- 2000 : Roussel, L'Œuvre pour flûte - Mathieu Dufour, flûte… (Saphir)
- 2000 : Reinecke - Carol Robinson, clarinette ; Jeff Cohen, piano (Syrius)
- 1999 : Saint-Saëns, Le carnaval des animaux - Claude Piéplu, récitant ; Alexandre Tharaud, piano (Arion)
- 1999 : Hummel, Mendelssohn, Schubert, récital - Jeff Cohen, piano (Syrius)
- 1997 : Vieuxtemps, Première mondiale de l’Œuvre pour alto et piano de Henri VieuxTemps - Jeff Cohen, piano (Syrius)
- 1993 : Musique française pour harpe - Markus Klinko, harpe et les solistes de l’Opéra de Paris (EMI Classics)

- 1992 : Merry Christmas - Simion Stanciu, Alexandre Lagoya, Marielle Nordmann (Erato)